# Lista de consoles de jogos eletrônicos da Sega
Esta é uma lista de consoles de videogame criadas pela Sega.

## Sega SG-1000

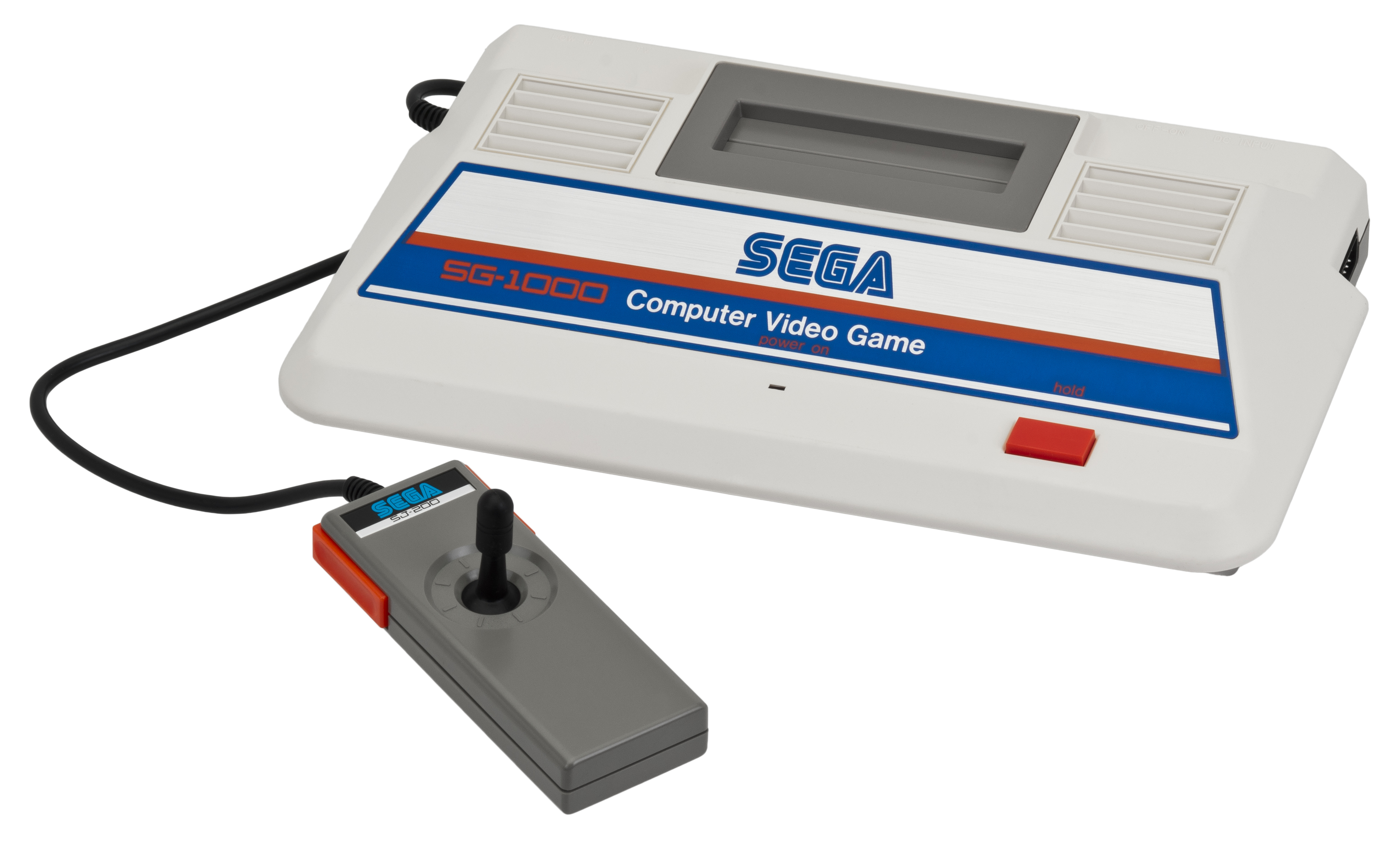
SG-1000.

Em 1982, a Sega iria ultrapassar US $ 214 milhões, e eles introduziram primeiro jogo tridimensional da indústria, SubRoc 3D. No ano seguinte, uma superabundância de jogos de arcade levou ao crash dos video games, fazendo com que as receitas da Sega para cair para US $ 136 milhões. Sega, em seguida, foi pioneira no uso de discos a laser no jogo de vídeo Astronbelt e concebido e lançou seu primeiro console de jogos de vídeo doméstico, o SG-1000 para a segunda geração de consoles domésticos. Apesar disso, a G & W vendeu os ativos americanos da Sega Enterprises nesse mesmo ano a fabricante pinball Bally Manufacturing, e em janeiro de 1984 Rosen renunciou a seu posto com a empresa.
Os ativos japoneses da Sega foram comprados por US $ 200,000,00 milhões em um grupo de investidores liderados por Rosen, Robert Deith, e Hayao Nakayama, um empresário japonês que possuía Esco Boueki (Esco Trading) uma empresa de distribuição de jogo de arcade [9] que tinha sido adquirida pela Rosen em 1979. Nakayama se tornou o novo CEO da Sega, Robert Deith Presidente do Conselho, e Rosen assumiu a direção de sua subsidiária nos Estados Unidos. Em 1984, o multibilionário conglomerado japonês CSK comprou a Sega, renomeou para Sega Enterprises Ltd., com sede lo no Japão, e dois anos mais tarde, de suas ações estavam sendo negociadas na Bolsa de Tóquio. Amigo de David Rosen, Isao Okawa, o presidente da CSK, tornou-se presidente da Sega.

## Sega Master System/Sega Mark III

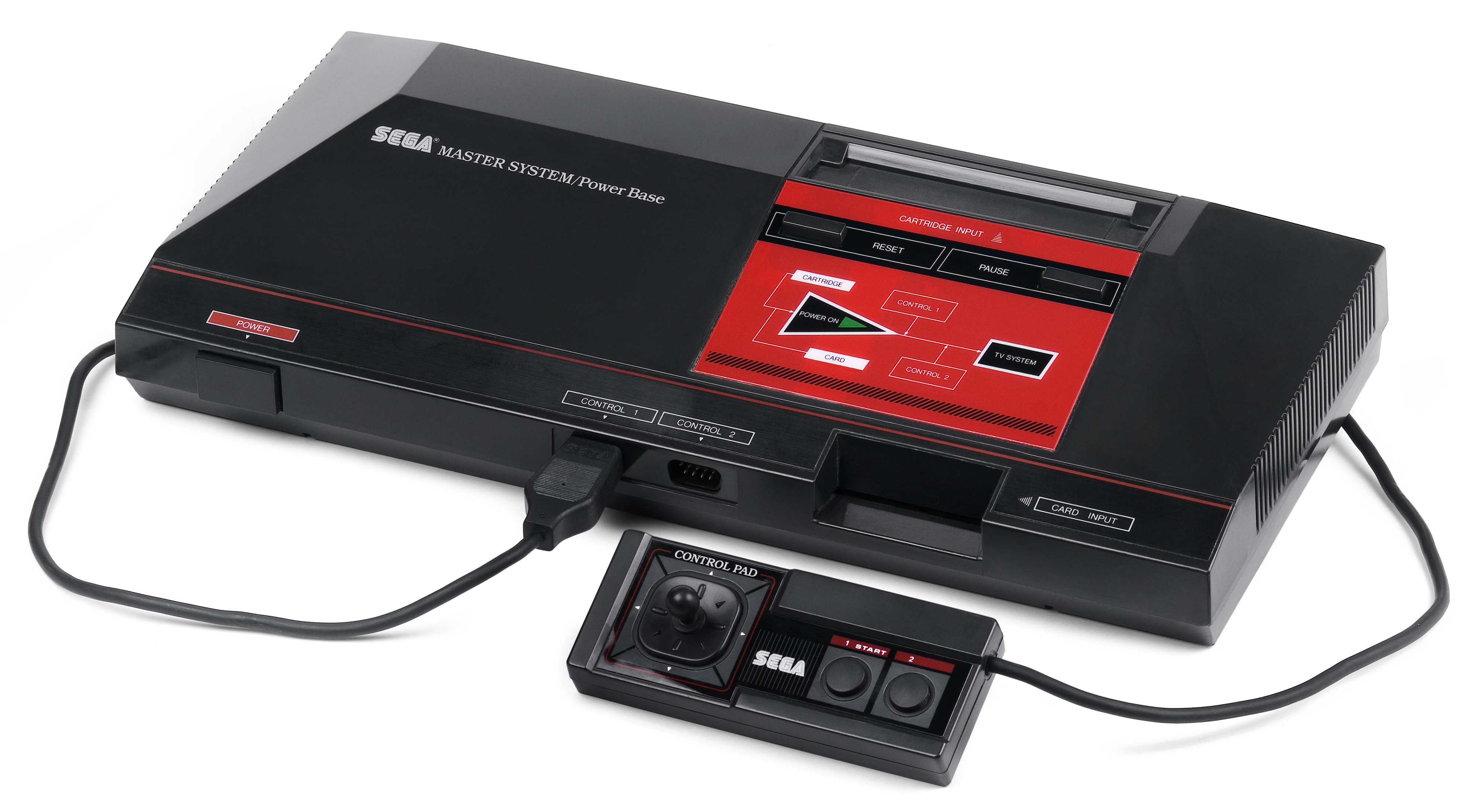
Sega Master System.

Sega também libera o Sega Master System e no primeiro jogo com Alex Kidd, que seria mascote oficial da Sega até que ele foi substituído por Sonic the Hedgehog em 1991. Enquanto o Master System era tecnicamente superior aos NES, que não conseguiu captar participação de mercado na América do Norte e no Japão devido a estratégias altamente agressivos por Nintendo e comercialização ineficaz por Tonka, que comercializaram o console em nome da SEGA nos Estados Unidos. No entanto, o Master System foi muito bem sucedido na Europa, Austrália, Nova Zelândia, e no Brasil, com jogos ainda estão sendo vendidos bem na década de 1990, juntamente com o NES, Mega Drive e SNES.
Sega lançou o primeiro "experiência de corpo inteiro" títulos (Hang-On e After Burner) que fazem uso da funcionalidade de gabinete hidráulica e forçam controle feedback. Sega também lançou o 360 graus de rotação da máquina R-360. Para placas de sistema de arcade, a Sega lançou a série do sistema e da série Super Scaler. UFO Catcher foi introduzido em 1985 e é um jogo de garra guindaste mais comumente instalado do Japão. Sega também foi um dos primeiros a introduzir jogos de medalhas com Mundial Bingo e World Derby na década de 1980, um sub-setor dentro arcades japoneses até a sua dia corrente.

## Sega Mega Drive/Genesis

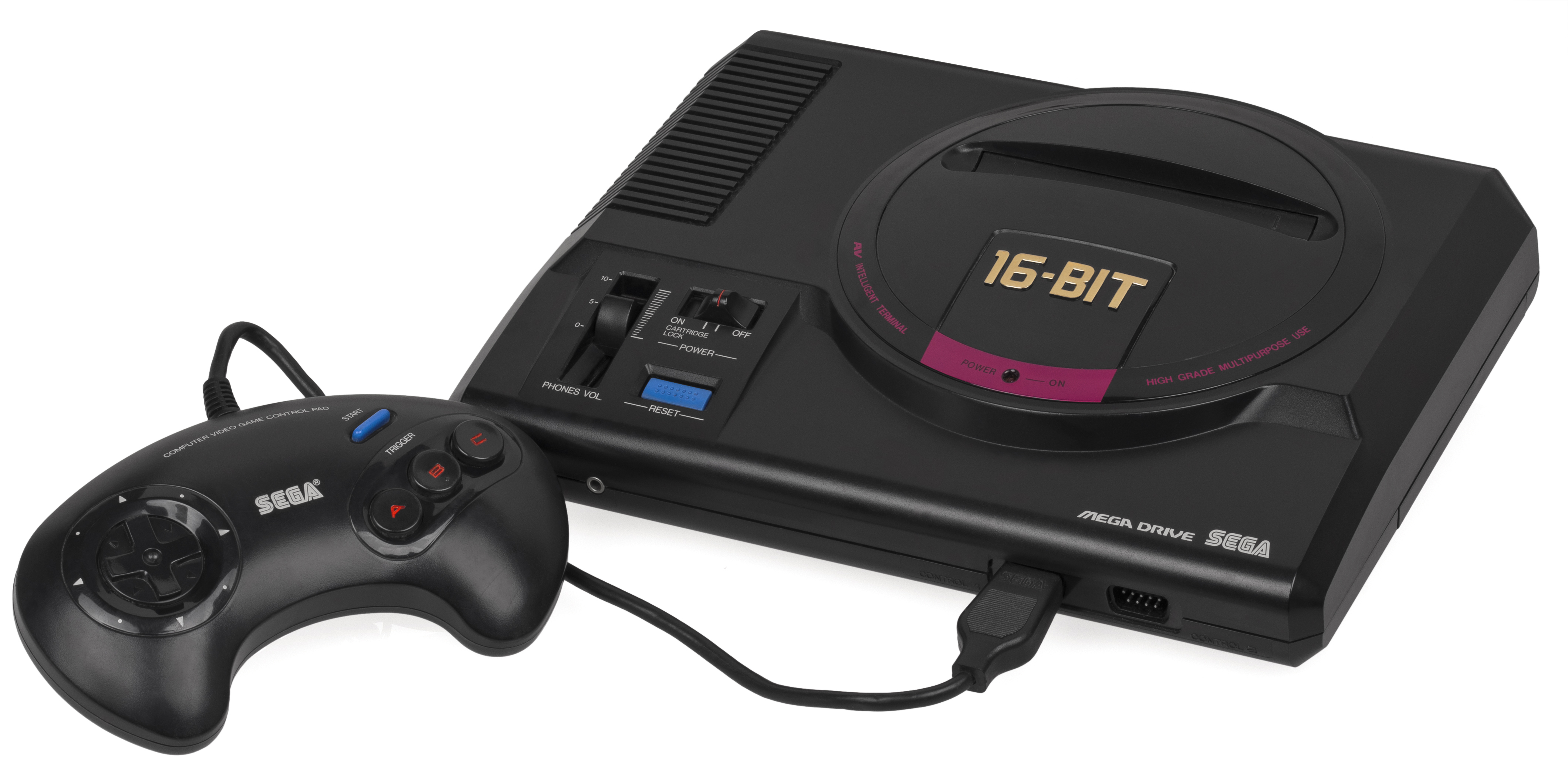
Sega Mega Drive

Com a introdução da Sega Genesis na América, a Sega of America lançou uma campanha anti-Nintendo para levar o impulso para a nova geração de games, com seu slogan "Genesis faz o que NINTENDON'T." Esta foi inicialmente implementado pela Sega of America presidente Michael Katz. Quando a Nintendo lançou o seu Super Nintendo Entertainment System em 1991, Sega mudou seu slogan de "Bem-vindo para o próximo nível."
No mesmo ano, a liderança da Sega Americana passou de Michael Katz para Tom Kalinske, que intensificou ainda mais a hoje conhecida como "Guerra de Consoles" (Sega vs Nintendo), que estava desenvolvendo. Como um ataque preventivo contra a libertação dos SNES, Sega re-branded-se com um novo jogo e mascote, Sonic the Hedgehog. Essa mudança levou a um sucesso mais amplo para o Genesis e acabaria por impelir Sega para 65% do mercado na América do Norte por um breve tempo. Ao mesmo tempo, depois de muita demora anterior, a Sega lançou o Mega-CD moderadamente bem sucedido como um add-on, permitindo o armazenamento extra em jogos devido a seu formato de CD-ROM, dando aos desenvolvedores a capacidade de fazer mais, jogos mais sofisticados e mais populares. Sonic the Hedgehog 2 foi lançado também, neste momento, e tornou-se o jogo de maior sucesso da Sega já feito. Para atrair novos jogadores, a Sega (junto com o desenhista Yasushi Yamaguchi) criou o personagem Tails, assim nasceu uma das duplas mais icônicas dos video games. A dupla Sonic e Tails foi a resposta da Sega à outra dupla famosa, Mario e Luigi, que competiram pelo título de melhor dupla dos anos 90. Sonic the Hedgehog 2 atingiu a marca de seis milhões de cópias vendidas até junho de 2006.
Em 1994, a Sega lançou o Sega 32X em uma tentativa de atualizar o Mega Drive para as normas dos sistemas mais avançados. Vendeu bem no início, mas teve problemas com a falta de software e hype sobre o próximo Sega Saturn e PlayStation da Sony. Em um ano, foi nos escaninhos do negócio de muitas lojas. Também em 1994, a Sega lançou o Sega Channel, um serviço de jogos subscrição entregues por empresas de cabo locais associados a Time-Warner Cable, ou TCI, através do qual os assinantes receberam um adaptador de cartucho especial que ligava para a conexão do cabo. No seu auge, o Sega Channel teve cerca de 250.000 assinantes.

## Sega Game Gear

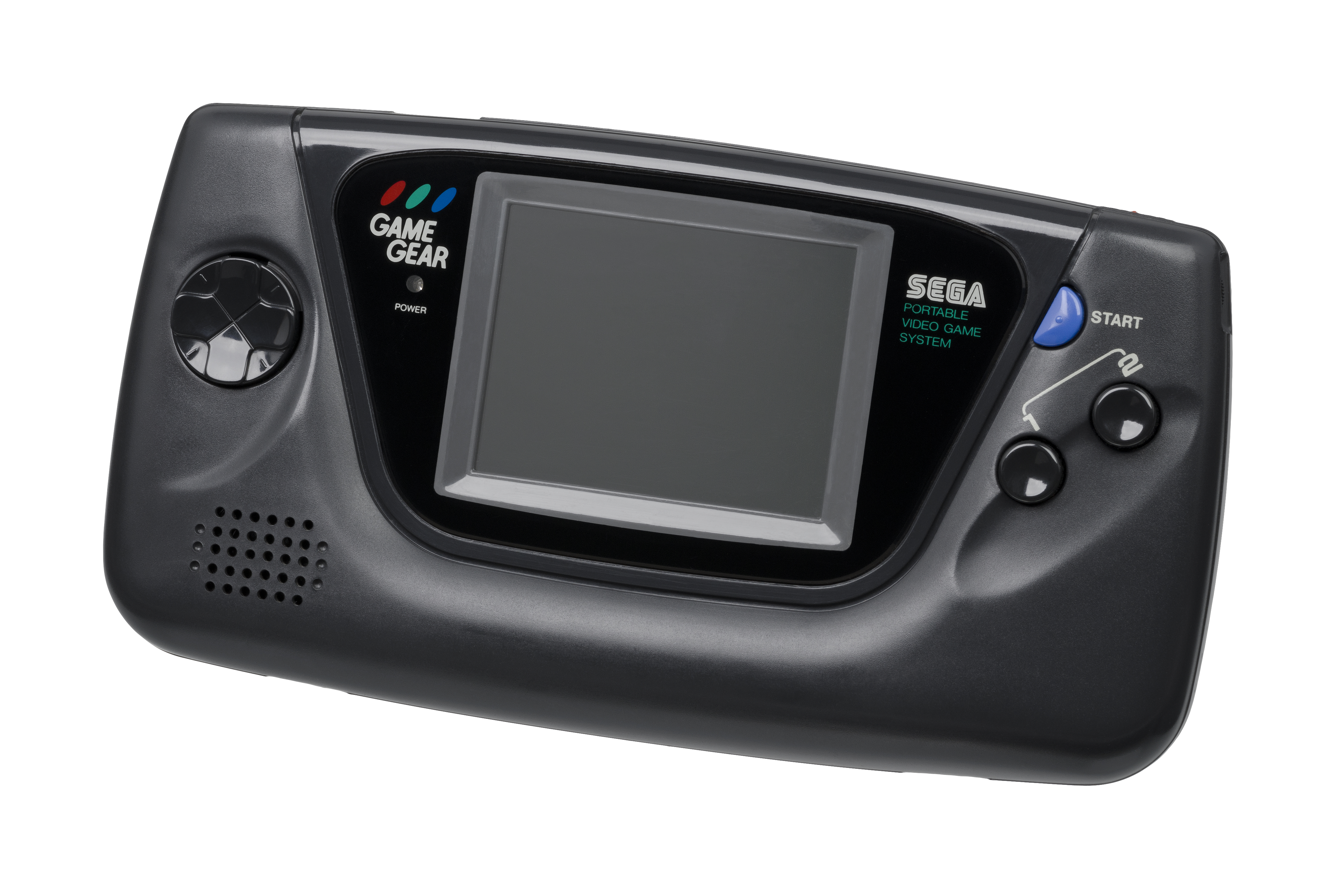
Sega Game Gear.

Em 6 de outubro de 1990 a Sega lança, um videogame portátil o Game Gear lançado pela Sega em 1990 no Japão, 1991 na América do Norte e na Europa, e na Austrália, em 1992. O Game Gear competiu principalmente com o Nintendo Game Boy, o Atari Lynx e NEC TurboExpress. As ações de mão muito do seu hardware com o Sega Master System e é capaz de reproduzir os seus próprios títulos, bem como os do Master System, este último sendo possível graças ao uso de um adaptador. Contendo uma tela backlit full-color com um formato de paisagem, Sega posicionou o Game Gear como um handheld tecnologicamente superior ao Game Boy.
Embora o Game Gear foi levado às pressas para o mercado, sua única biblioteca de jogos e preço ponto deu-lhe uma vantagem sobre o Atari Lynx e Turbo Express. No entanto, devido a problemas com a sua curta vida da bateria, a falta de títulos originais, e fraco apoio da Sega, o Game Gear foi incapaz de superar o Game Boy, vendendo cerca de 11 milhões de unidades. O Game Gear foi sucedido pela Sega Nomad em 1995 e interrompido em 1997. Foi re-lançado como um sistema de orçamento por Majesco em 2000, sob licença pela Sega.
Retrospectiva recepção ao Game Gear é misturado com críticas sobre seu grande tamanho e vida útil da bateria, o elogio para sua tela backlit full-color e poder de processamento para o seu tempo, e recepção desigual sobre a qualidade de sua biblioteca de jogos.

## Sega CD/Mega CD

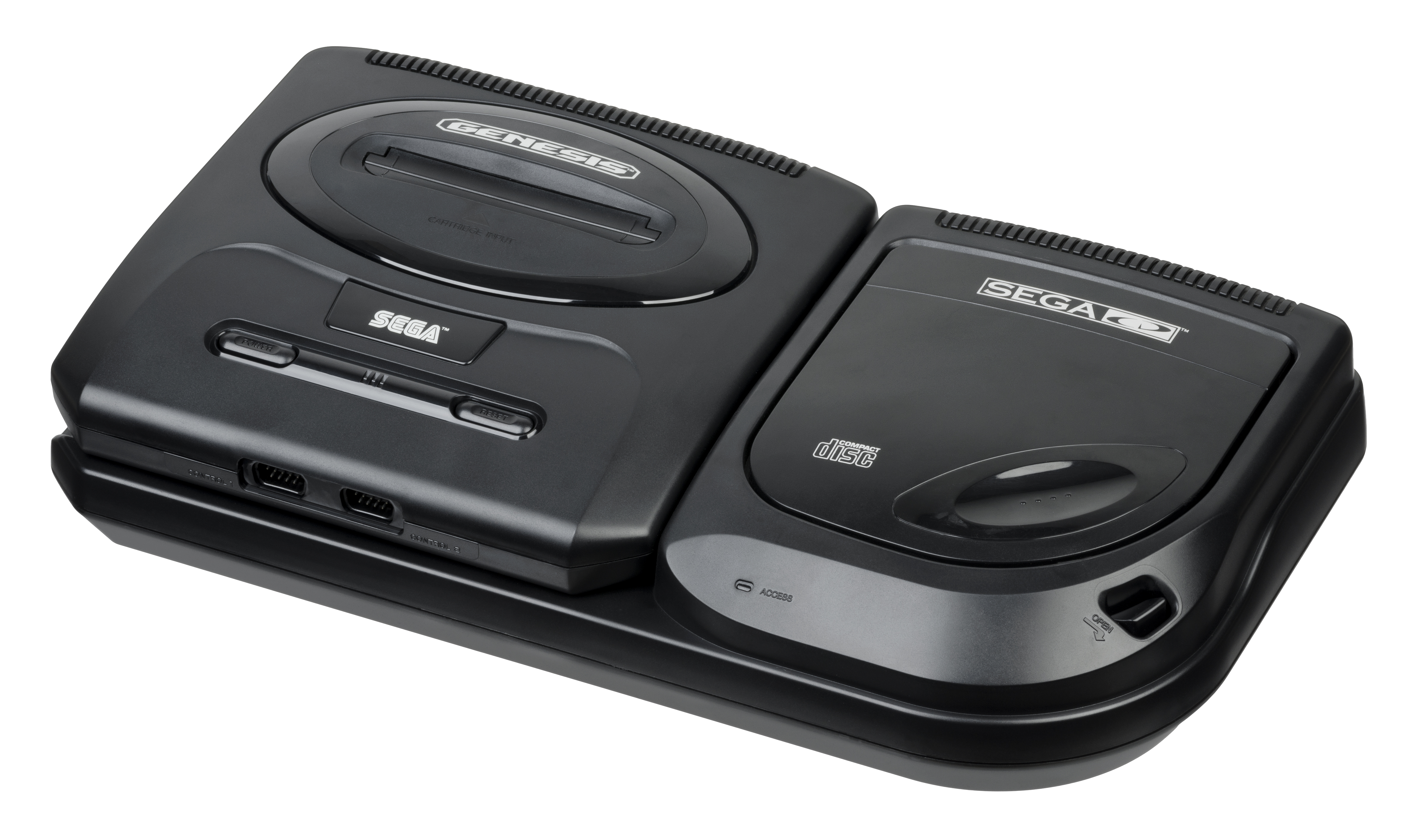
Sega CD.

Em 12 de dezembro de 1991, a Sega lançou o Sega CD ou Mega CD (como é conhecido no Japão e Europa) é um videogame acoplado no Mega Drive e funciona com mídia CD. Foi lançado no Brasil, oficialmente, pela Tec Toy em 1993. Na época havia uma "enxurrada" de jogos em FMV, tais como Night Trap, Road Avenger, entre outros.
O Sega CD era um periférico que se ligava ao Mega Drive e disponibilizava assim a execução de jogos gravados em CD, novidade para a época. Ele foi feito para enfrentar o, também periférico, TurboGrafx-CD, que havia sido lançado em Agosto de 1990 e que tinha o mesmo conceito, rodar jogos a partir de CD-Rom.
O acessório poderia ser usado em conjunto até com o 32x, tendo potência equivalente a um PlayStation ou Sega Saturn. Mas o console nunca decolou, por causa de seu alto preço e jogos já lançados em cartucho. Anos depois, a Sega lançou um aparelho com o hardware do Mega Drive já acoplado com o Sega CD, chamado de Sega CDX, sendo possível jogar os jogos das ambas plataformas, além de seus respectivos acessórios.

## Sega 32X

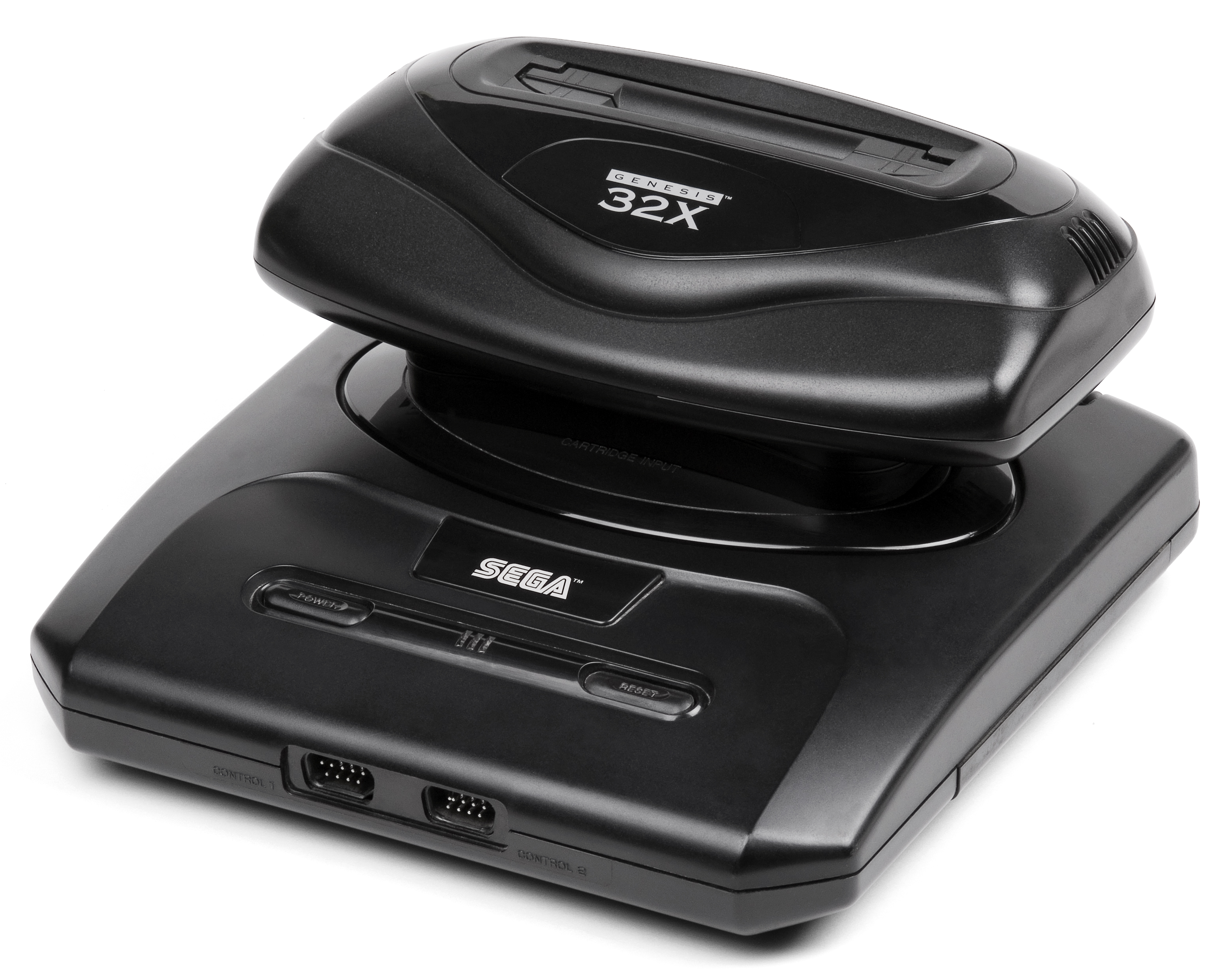
Sega 32X.

Em 19 de novembro de 1994, a Sega lançou o Sega 32X é um acessório para o console da Sega, o Mega Drive, GENESIS Na América do Norte, No Japão, foi distribuído com o nome Sega Super 32X. Na América do Norte, Sega Genesis 32X. Na Europa, Austrália, e Brasil, era chamado Mega 32X.
O acessório deveria ser inserido na entrada de cartucho do Mega Drive, recebendo cartuchos próprios ou do Mega Drive. Para caber em todas as versões do console, possuía diferentes fundos, O 32X nasceu como um dos projetos da Sega para ultrapassar o Super Nintendo tecnologicamente, e seu codinome durante o desenvolvimento era Project Mars (Projeto Marte), O console teve apenas 39 jogos lançados, dos quais 2 são exclusivos da Europa (Darxide e Fifa 96), um do Brasil (Surgical Strike) e um, do Japão (Sangokushi IV, em inglês Romance of the Three Kingdoms IV). 6 dos 39 jogos eram utilizados junto com o Sega CD, sendo o mais famoso o Night Trap, que apresentava 32,768 cores na tela ao invés das 64 do Sega CD.
O console acabou enfrentando diversos problemas, como a existência paralela do console Sega Saturn, que apresentava-se como um videogame mais adequado a nova geração de consoles considerando as especificações técnicas, e mais adequado também para competir com a nova geração de videogames da Sony e Nintendo.

## Sega Saturn

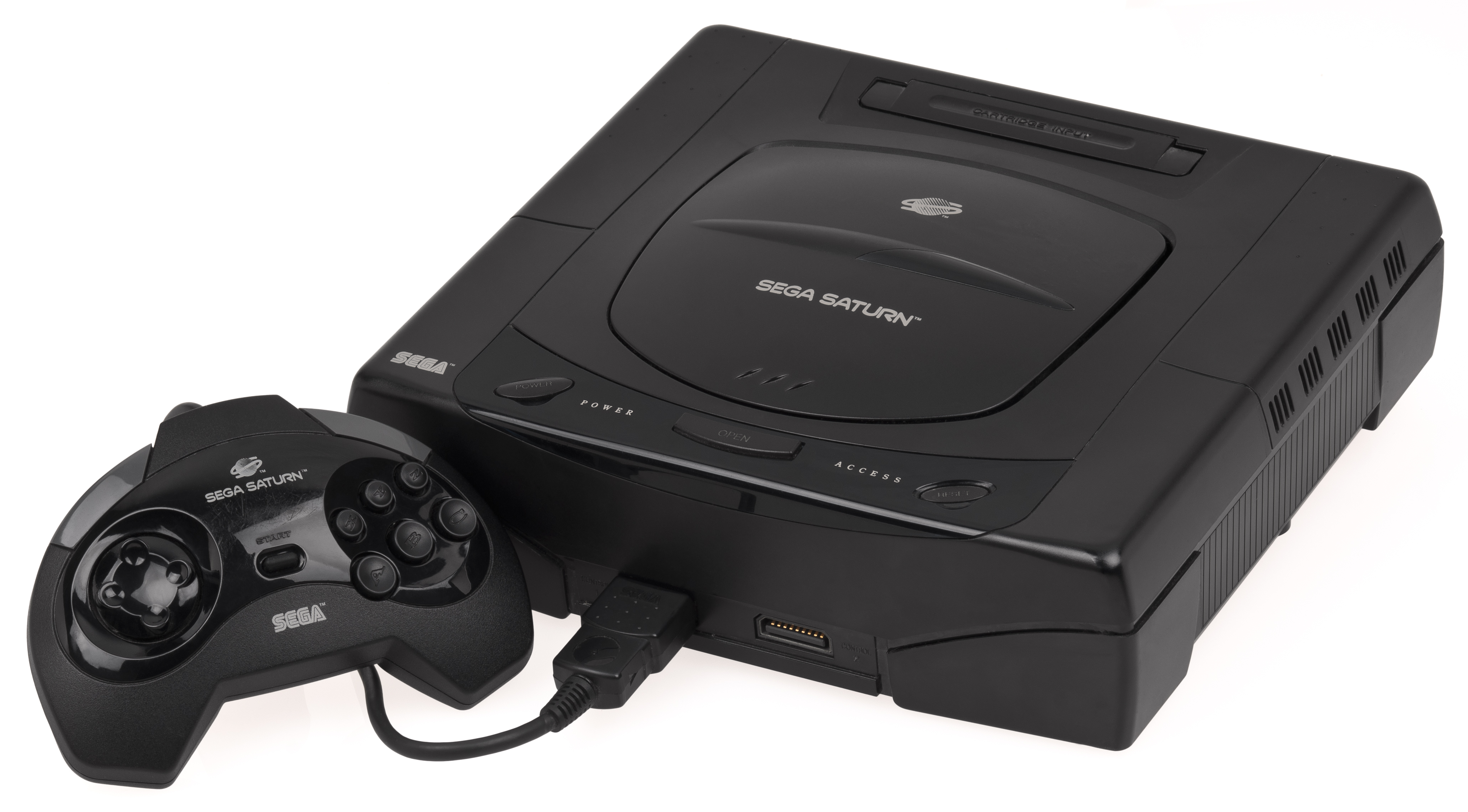
Sega Saturn.

Em 11 de maio de 1995, a Sega lançou o Sega Saturn (com Virtua Fighter), console da Sega CD em primeiro lugar que não era um add-on. Ele utilizou dois processadores de 32 bits e precedido tanto a Sony PlayStation e Nintendo 64. No entanto, as vendas pobres no Ocidente (incluindo os mercados tradicional reduto da Europa) levou para o console que está sendo abandonada. A falta de um título do Sonic foi tão forte ou títulos com base em outras franquias Genesis, e seu preço elevado em comparação com o PlayStation, estavam entre as razões para o fracasso do console.
Títulos notáveis incluem várias exclusividades para o mercado japonês, como Radiant Silvergun e Sakura Taisen, jogos de luta como The Last Bronx, e jogos de tiroteio como Panzer Dragoon e The House of the Dead e alguns RPGs bem visto; Panzer Dragoon Saga, Grandia, Albert Odyssey: Legend of Eldean, Shining Force III, Dragon Force, Shining Wisdom, Shining a Arca Sagrada e Magic Knight Rayearth. Tomb Raider foi inicialmente desenvolvido com a Sega Saturn em mente, mas foi rapidamente portado para o Sony PlayStation. Com o fracasso do Saturn para atrair a maior participação de mercado, de desenvolvimento para as sequelas foram focados em console da Sony, e Lara Croft tornou-se, ironicamente, um mascote não-oficial para o sistema. Em 1997, a Sega entrou em uma fusão de curta duração com Bandai. No entanto, mais tarde foi chamado off, citando "diferenças culturais" entre as duas empresas.

## Dreamcast

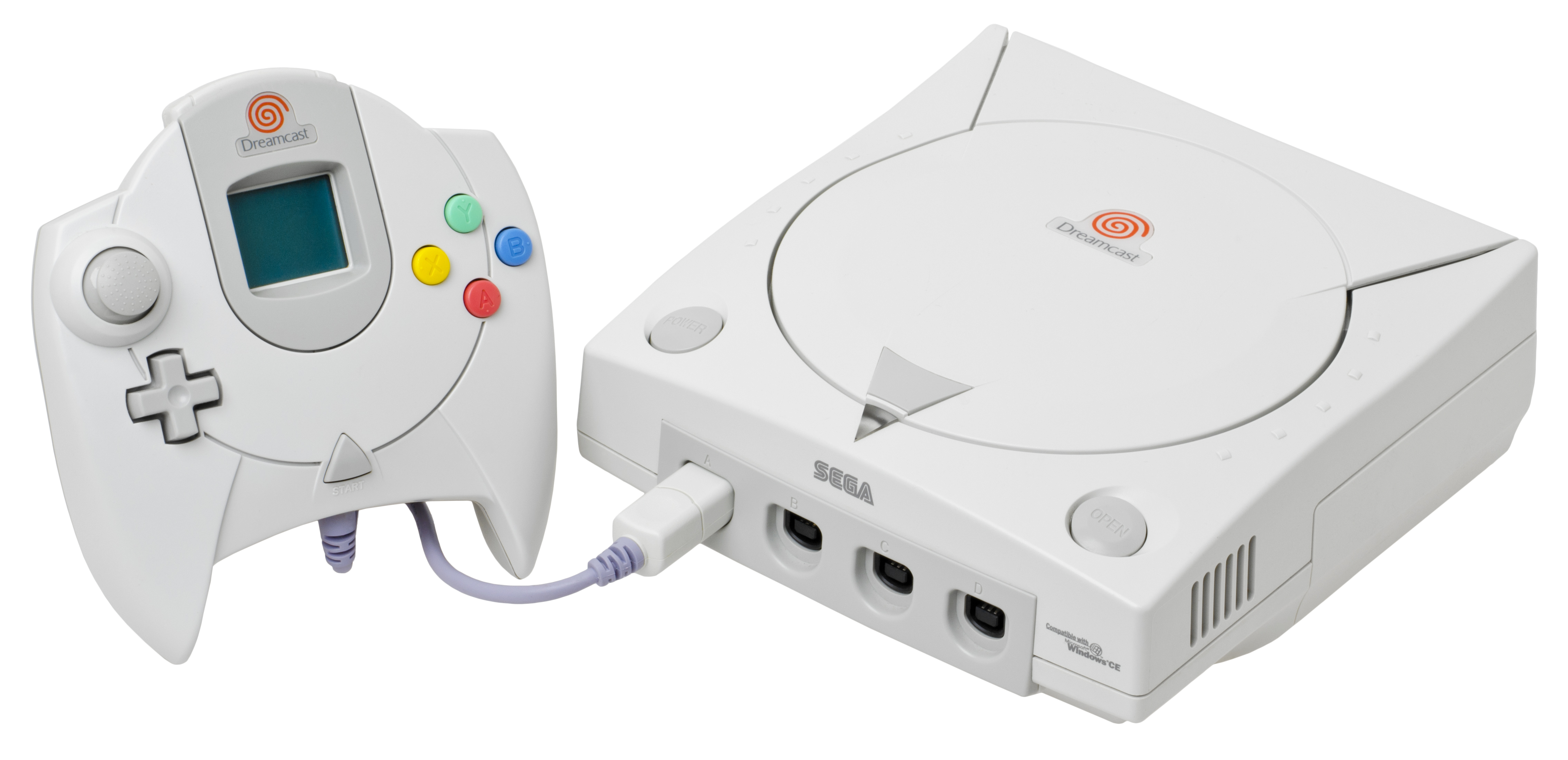
Dreamcast.

Em 27 de novembro de 1998, a Sega lançou o Dreamcast, o último console da Sega, no Japão. O Dreamcast foi preço competitivo, em parte devido ao uso de componentes off-the-shelf, mas também contou com a tecnologia que permitiu jogos tecnicamente mais impressionante do que os seus concorrentes diretos, o Nintendo 64 e PlayStation. Um modem de 56k analógico também foi incluído, permitindo multiplayer online. Ele apresentava títulos, como o título de ação e quebra-cabeça ChuChu Rocket!, Phantasy Star Online, o primeiro MMORPG baseado em console, Quake III Arena e Alien Front Online, o primeiro jogo de console com chat de voz online.
O lançamento do Dreamcast no Japão foi um fracasso. Iniciando com uma pequena biblioteca de software e na sombra da próxima PlayStation 2, o sistema não iria ganhar muito terreno, apesar de vários jogos de sucesso na região. O lançamento ocidental um ano mais tarde foi acompanhado por uma grande quantidade de tanto first-party e software de terceiros e uma campanha de marketing agressiva. Ele foi extremamente bem sucedido e ganhou a distinção do "lançamento hardware de maior sucesso na história", vendendo um então sem precedentes 500.000 consoles em sua primeira semana na América do Norte. Em 1 de novembro de 2000, Sega mudou seu nome da empresa da Sega Enterprises, Ltd. para Sega Corporation. Sega foi capaz de agarrar esta dinâmica em os EUA quase até o lançamento do Sony PlayStation 2. O Dreamcast é o lar de vários jogos inovadores e aclamados pela crítica da época, incluindo um dos títulos primeiros cel-shaded, Jet Set Radio (Jet Grind radio na América do Norte); Seaman, um jogo que envolve a comunicação com uma criatura do tipo de peixe através do microfone; Samba de Amigo, um ritmo de jogo envolvendo o uso de maracas, e Shenmue, um jogo de aventura de grande alcance com jogabilidade livre e uma cidade detalhada no jogo. Confrontado com a dívida e da concorrência da Sony, Nintendo e Microsoft, a Sega interrompeu a produção dos consoles Dreamcast em 2001. O último jogo lançado para Sega foi Puyo Pop Fever em 2004.